# Lilyhammer
Lilyhammer è una serie televisiva norvegese/statunitense prodotta dal 2012 al 2014, per un totale di tre stagioni. La commedia drammatica, trasmessa da NRK1 e Netflix, ruota attorno alla storia di un mafioso di New York, interpretato da Steven Van Zandt, che tenta di incominciare una nuova vita in Norvegia, a Lillehammer. Van Zandt, che già aveva interpretato il ruolo di mafioso nella serie I Soprano, è noto soprattutto come chitarrista della E Street Band, il gruppo di Bruce Springsteen, celebre cantautore che nella terza stagione ha ricoperto in un cameo il ruolo del fratello del protagonista Frank.

## Trama
Frank Tagliano è un mafioso italoamericano che decide di pentirsi e di entrare nel programma di protezione testimoni dell'FBI. Con la nuova identità di Giovanni Henriksen si trasferisce in Norvegia, a Lillehammer (detta Lilyhammer, all'"americana"), meta scelta a sorpresa in quanto rimasto colpito dalle immagini delle Olimpiadi invernali del 1994. Giovanni cerca una faticosa integrazione nella società scandinava, finendo per ricadere nelle "passate abitudini" gestendo un locale e alcuni loschi traffici. Gli strani comportamenti di Giovanni desteranno i sospetti di Sigrid, la sua nuova compagna, e della polizia locale. Contemporaneamente, i suoi vecchi nemici di New York non hanno smesso di cercarlo.

## Episodi
| Stagione         | Episodi | Prima TV Norvegia | Prima TV Italia |
| ---------------- | ------- | ----------------- | --------------- |
| Prima stagione   | 8       | 2012              | 2014-2015       |
| Seconda stagione | 8       | 2013              | 2015            |
| Terza stagione   | 8       | 2014              | 2015-2016       |

## Citazioni e riferimenti
- La sigla iniziale, con il traffico di New York e le inquadrature dei grattacieli, ricorda la sigla iniziale de I Soprano, serie cult che ha visto lo stesso Van Zandt vestire i panni di Silvio Dante.
- L'episodio 2x01 è un chiaro riferimento alla scena iniziale de Il padrino, dove l'impresario di pompe funebri Amerigo Bonasera chiede un favore a Vito Corleone in seguito all'aggressione della figlia.
- L'episodio 2x08 inizia con Torgeir che canta Don't Stop Believin' dei Journey, musica di fondo nei minuti conclusivi de I Soprano.
- Sempre nell'episodio 2x08 incontriamo due personaggi che hanno partecipato a tutte le sei stagioni de I Soprano, Tony Sirico e Maureen Van Zandt (moglie del protagonista nella serie e nella vita reale). La stessa Maureen, parlando al telefono con Frank, gli dice "sembra un episodio de I Soprano e lui risponde "non me ne parlare". L'inquadratura passa immediatamente alle strade di New York, con Frank, Torgeir, Roar ed Arne cha vanno dall'aeroporto a casa di Angelina e alla radio dell'auto viene trasmessa la canzone Woke Up This Morning degli Alabama 3, sigla di apertura de I Soprano.
- Nell'episodio 3x01 quando Frank è nella sua stanza di ospedale in seguito all'operazione, il suo compagno di stanza alla sua affermazione "spero proprio che sia un sogno" gli risponde "è tutto un sogno Silvio... è tutto un sogno", altro chiaro riferimento al personaggio da lui interpretato ne I Soprano.
- Nell'episodio 3x04 la parte iniziale è una sorta di remake della scena iniziale di Quei bravi ragazzi di Martin Scorsese, film che è stato d'ispirazione nella creazione de I Soprano.
- Il Club Flamingo usato per girare diverse scene è nella realtà il disco club 1847 Brenneriet ubicato al 4F88+WF Lillehammer, Norvegia. I gestori del locale oggi non sfruttano né il nome Flamingo né la notorietà, all'interno del locale l'unica cosa che richiama la serie TV è un pupazzo di Fenicottero rosa posto su uno scaffale e niente altro.